# You Remain
You Remain è un brano musicale registrato dal gruppo italiano Planet Funk, estratto come secondo singolo discografico dall'album The Great Shake del 2011. Il singolo è stato reso disponibile per l'airplay radiofonico a partire dal 16 settembre 2011.